# ハリー・ポッターと死の秘宝 PART1
『ハリー・ポッターと死の秘宝 PART1』（Harry Potter and the Deathly Hallows – Part 1）は、監督デヴィッド・イェーツ、脚本スティーヴ・クローヴスによる、2010年のファンタジー映画である。この映画は、J・K・ローリングの2007年の小説『ハリー・ポッターと死の秘宝』を原作とする、二部作の内の一作目で、『ハリー・ポッターと謎のプリンス』（2009年）の続編で、ハリー・ポッター映画シリーズの第7作である。
この映画ではダニエル・ラドクリフがハリー・ポッター役で主演し、ルパート・グリントとエマ・ワトソンがそれぞれハリーの親友ロン・ウィーズリーとハーマイオニー・グレンジャー役を再び演じた。物語は、ダンブルドアからヴォルデモート卿の不死の秘密（分霊箱）を探して破壊するように頼まれたハリー・ポッターを描く。撮影は2009年2月19日に開始し、2010年6月12日に完了した。
小説を映画化する場合、上映時間の関係で原作の一部がカットされるのが通例で、本シリーズもそうであった。しかし、『ハリー・ポッターと死の秘宝』においては、前後編に分けることによって原作内容の多くが映像に取り入れられ、原作により忠実な映像化となっている。また本作は劇場版としては初めて原作者のJ・K・ローリングが製作として直接映画に携わっている。『ハリー・ポッターと死の秘宝 PART1』が2010年11月19日、『ハリー・ポッターと死の秘宝 PART2』が2011年7月15日に日米同時公開されている。映像面では当初は2D上映のみを予定していたが、のちに3Dでも公開することが決定し、シリーズ初の全編3D上映を目指していた。しかし、『PART1』は3Dへの変換が公開までに間に合わないことを理由に3D版の上映中止が決定し、2D版のみでの上映となった。『PART2』は予定どおり2D版に加えて3D版（IMAX 3Dを含む）も上映された。『PART1』の3D版も、『PART2』のソフト化に合わせてBlu-ray 3Dというかたちで発売された。

## あらすじ
マルフォイ邸で、ヴォルデモート卿はデス・イーターたちの会合を開く。アルバス・ダンブルドア校長を殺害したセブルス・スネイプは、母親の護りの魔法の下にないハリー・ポッターを、不死鳥の騎士団が安全な場所に移すだろうと報告する。ヴォルデモートはルシウス・マルフォイの杖を取り上げ、使用する。ヴォルデモートの杖とハリーの杖は同じ不死鳥の羽根の芯を共有する「兄弟」であり、ハリーに対して無力であったためである。
一方、ハリーたちは守りの魔法の解除に伴いそれぞれ家を出て、デス・イーターたちの予測通り不死鳥の騎士団たちとロンの家への移送作戦を行っていた。仲間全員薬でハリーの顔にする「七人のポッター作戦」を敢行するが、移動中にヴォルデモート率いるデス・イーターの攻撃を受け、マッド-アイ・ムーディとヘドウィグが殺され、ジョージが負傷する。
辛くも逃げ延びたハリーたちがビル・ウィーズリーとフラー・デラクールの結婚式の準備をしていると、新しい魔法大臣・ルーファス・スクリムジョールがやってくる。大臣は、ハリー、ロン、ハーマイオニーそれぞれにアルバス・ダンブルドアは形見を残したと告げる。ロンには灯消しライター、ハーマイオニーには『吟遊詩人ビードルの物語』、そしてハリーには彼が初めてのクィディッチの試合で捕まえた金のスニッチである。ダンブルドアはハリーにグリフィンドールの剣も遺していたが、その行方は判らなかった。
結婚式のさなかに、魔法省が陥落し、大臣が亡くなったという知らせが届く。間髪入れずにデス・イーターが襲いかかり、ハリー、ロン、ハーマイオニーはグリモールド・プレイス十二番地に逃げ込む。そこでロンは、シリウスの弟レギュラス・ブラックがヴォルデモートからサラザール・スリザリンのロケットを盗んだR.A.B.であること、地元のコソ泥マンダンガス・フレッチャーがそれをドローレス・アンブリッジに売り払っていたことを知る。ハリー、ロン、ハーマイオニーは魔法省に潜入し、ロケットを取り戻すが、脱出の混乱のなかデス・イーターたちに追われ、ハーマイオニーは3人で森に姿くらましをする。3人は、ヴォルデモート卿の分霊箱をすべて発見し、破壊する旅を始める。
ハリーは魔法でロケットの破壊を試みるも全く通用しない。ハーマイオニーは、グリフィンドールの剣が分霊箱を破壊できるのは、バジリスクの毒が染み込んで強化されているためだと考える。ロケットを身に着けるロンは分霊箱の魔力の影響を受け、遅々として進まないことに苛立ち、ハリーとハーマイオニーを理不尽に嫉妬したうえハリーと言い争いになり、旅を続けるハリーとハーマイオニーの元を立ち去る。ハリーが最初に試合でスニッチを口で捕まえたことを思い出し、当時のようにスニッチを唇に当てると、「I open at the close」（私は終わる時に開く）という謎のメッセージが現れる。ハーマイオニーは、『吟遊詩人ビードル』に記された奇妙な記号が、ルーナ・ラブグッドの父ゼノフィリウスが身に着けているものと同じであることに気づく。
ハリーとハーマイオニーはゴドリックの谷でグリフィンドールの剣を探し、墓地で同じ奇妙な記号を見つける。年老いた歴史家バチルダ・バグショットは2人を小さな家に招き、そこでハリーの夢の中で杖職人グレゴロビッチから杖を盗んだ若者の写真を見つける。すると突然、バチルダはヴォルデモートの蛇ナギニに姿を変え、ハリーに襲い掛かる。ハーマイオニーは2人で安全な場所に姿をくらますが、彼女の跳ね返った呪文が誤ってハリーの杖を破壊してしまう。ハーマイオニーは写真の男が闇の魔法使いゲラート・グリンデルバルドと特定する。
その夜、グリフィンドールの剣が底に沈んだ凍りついた池に、雌鹿の守護霊がハリーを導いた。ハリーは極寒の池に飛び込むが、首に巻かれたロケットが首を締め息ができなくなる。そこに突然ロンが現れ、グリフィンドールの剣を取り戻し、ハリーを救い出す。さらにロンはグリフィンドールの剣でロケットの分霊箱を破壊する。ロンは灯消しライターによって2人の場所に導かれていたのだった。
ハリー、ロン、ハーマイオニーはゼノフィリウス・ラブグッドを訪ね、奇妙な記号は死の秘宝を表していることを知る。何百年も前、3人の兄弟はそれぞれ死を免れる秘宝、蘇りの石、透明マント、そして知られているもので最強の杖であるニワトコの杖を手に入れた。3つすべてを所有する者は、「死を制する者」となる。だが、ゼノフィリウスは密かにデス・イーターたちを呼び出し、誘拐されたルーナとハリーを引き換えにしようとする。3人は逃げるが、人さらいに捕われてしまう。幻視の中で、ハリーは年老いたグリンデルバルドがヴォルデモートにニワトコの杖はダンブルドアと一緒に埋葬されていると話すのを見る。
マルフォイ邸でベラトリックス・レストレンジは、グリンゴッツの金庫にあると信じていたグリフィンドールの剣を人さらいが持っているところを目にして激怒。ハリーとロンは地下室に閉じ込められ、ハーマイオニーはベラトリックスによって拷問にかけられる。地下室ではそこで同じく捕えられていたルーナ、オリバンダー、グリップフックに出会う。ハリーはダンブルドアをひと目見たと信じる鏡のかけらを使って助けを求めたところ、ドビーがそれに応えて現れる。ドビーがピーター・ペティグリューを気絶させてハリーたちが上階に駆け上がり、取り上げられた彼らの杖をハリーがドラコ・マルフォイから奪い返す。そんな彼らにベラトリックスはハーマイオニーにナイフを突きつけて脅すがドビーに妨害され、ほかのデス・イーターも戦闘で足止めをくらう。ドビーはここから逃れるため、全員をまとめて姿くらましで脱出するが、その直前でベラトリックスが投げたナイフがドビーに刺さり、死亡してしまう。ハリーたちはワープ先にあった騎士団の隠れ家であるビルとフラーの海辺のコテージの近くにドビーを埋葬する。
一方、グリンデルバルドから情報を得たヴォルデモートはダンブルドアの墓のもとまでたどり着き、ついにニワトコの杖を得る。ハリーとヴォルデモートの最後の決戦が迫ってきていた。

## スタッフ
- 監督：デイビッド・イェーツ
- 製作：デイビッド・ヘイマン、デイビッド・バロン、J・K・ローリング
- 原作：J・K・ローリング
- 脚本：スティーブ・クローブス
- 音楽：アレクサンドル・デプラ
- テーマ曲：ジョン・ウィリアムズ
- 製作総指揮：ライオネル・ウィグラム
- 共同製作：ティム・ルイス、ジョン・トレイ
- 撮影：エドゥアルド・セラ
- 美術デザイン：スチュアート・クレイグ
- 美術総監督：アンドリュー・アックランド=ショウ
- 装置監督: ステファニー・マクミラン
- 編集：マーク・デイ
- 衣装：ジェイニー・ティーマイム
- 視覚効果監修：ティム・バーク
- 特殊メイク効果：ニック・ダドマン
- キャスティング：フィオナ・ウィアー
- VFX：シネサイト、ダブル・ネガティブ、ILM、MPC、ライジング・サン・ピクチャーズ、ほか

## キャスト
| 役名                               | 役名                               | 俳優                             | 日本語吹替え |
| ---------------------------------- | ---------------------------------- | -------------------------------- | ------------ |
| ハリー・ポッター                   | ハリー・ポッター                   | ダニエル・ラドクリフ             | 小野賢章     |
| ロン・ウィーズリー                 | ロン・ウィーズリー                 | ルパート・グリント               | 常盤祐貴     |
| ハーマイオニー・グレンジャー       | ハーマイオニー・グレンジャー       | エマ・ワトソン                   | 須藤祐実     |
| ヴォルデモート                     | ヴォルデモート                     | レイフ・ファインズ               | 江原正士     |
| セブルス・スネイプ                 | セブルス・スネイプ                 | アラン・リックマン               | 土師孝也     |
| ベラトリックス・レストレンジ       | ベラトリックス・レストレンジ       | ヘレナ・ボナム＝カーター         | 高乃麗       |
| ジニー・ウィーズリー               | ジニー・ウィーズリー               | ボニー・ライト                   | 高野朱華     |
| ルーナ・ラブグッド                 | ルーナ・ラブグッド                 | イバンナ・リンチ                 | 三村ゆうな   |
| チョウ・チャン                     | チョウ・チャン                     | ケイティ・リューング             | 川庄美雪     |
| ネビル・ロングボトム               | ネビル・ロングボトム               | マシュー・ルイス                 | 上野容       |
| フレッド・ウィーズリー             | フレッド・ウィーズリー             | ジェームズ・フェルプス           | 尾崎光洋     |
| ジョージ・ウィーズリー             | ジョージ・ウィーズリー             | オリバー・フェルプス             | 尾崎光洋     |
| ルビウス・ハグリッド               | ルビウス・ハグリッド               | ロビー・コルトレーン             | 斎藤志郎     |
| アラスター・ムーディ               | アラスター・ムーディ               | ブレンダン・グリーソン           | 小林修       |
| リーマス・ルーピン                 | リーマス・ルーピン                 | デイビッド・シューリス           | 郷田ほづみ   |
| モリー・ウィーズリー               | モリー・ウィーズリー               | ジュリー・ウォルターズ           | 一龍斎貞友   |
| アーサー・ウィーズリー             | アーサー・ウィーズリー             | マーク・ウィリアムズ             | 梅津秀行     |
| ニンファドーラ・トンクス           | ニンファドーラ・トンクス           | ナタリア・テナ                   | 日野未歩     |
| キングズリー・シャックルボルト     | キングズリー・シャックルボルト     | ジョージ・ハリス                 | 立川三貴     |
| マンダンガス・フレッチャー         | マンダンガス・フレッチャー         | アンディ・リンデン               | 福沢良一     |
| バーノン・ダーズリー               | バーノン・ダーズリー               | リチャード・グリフィス           | 楠見尚己     |
| ペチュニア・ダーズリー             | ペチュニア・ダーズリー             | フィオナ・ショウ                 |              |
| ダドリー・ダーズリー               | ダドリー・ダーズリー               | ハリー・メリング                 | 忍足航己     |
| ルシウス・マルフォイ               | ルシウス・マルフォイ               | ジェイソン・アイザックス         | 諸角憲一     |
| ナルシッサ・マルフォイ             | ナルシッサ・マルフォイ             | ヘレン・マックロリー             | 佐藤しのぶ   |
| ドラコ・マルフォイ                 | ドラコ・マルフォイ                 | トム・フェルトン                 | 三枝享祐     |
| ピーター・ペティグリュー           | ピーター・ペティグリュー           | ティモシー・スポール             | 茶風林       |
| ドローレス・アンブリッジ           | ドローレス・アンブリッジ           | イメルダ・スタウントン           | 小宮和枝     |
| ヤックスリー                       | ヤックスリー                       | ピーター・マラン                 | 廣田行生     |
| ルーファス・スクリムジョール       | ルーファス・スクリムジョール       | ビル・ナイ                       | 小川真司     |
| パイアス・シックネス               | パイアス・シックネス               | ガイ・ヘンリー                   | 家中宏       |
| オリバンダー老人                   | オリバンダー老人                   | ジョン・ハート                   | 小林勝也     |
| ゼノフィリウス・ラブグッド         | ゼノフィリウス・ラブグッド         | リス・エヴァンス                 | 佐々木睦     |
| グリップフック                     | グリップフック                     | ウォーウィック・デイビス         | 宮澤正       |
| グレゴロビッチ                     | グレゴロビッチ                     | ラデ・シェルベッジア             | 外谷勝由     |
| マファルダ・ホップカーク           | マファルダ・ホップカーク           | ソフィー・トンプソン             |              |
| ビル・ウィーズリー                 | ビル・ウィーズリー                 | ドーナル・グリーソン             | 佐藤拓也     |
| フラー・デラクール                 | フラー・デラクール                 | クレマンス・ポエジー             | 小笠原亜里沙 |
| エルファイアス・ドージ             | エルファイアス・ドージ             | デヴィッド・ライオール           | 村松康雄     |
| ミュリエル・プルウェット           | ミュリエル・プルウェット           | マテロック・ギブス               | 沢田敏子     |
| チャリティ・バーベッジ             | チャリティ・バーベッジ             | キャロリン・ピックルズ           | 林りんこ     |
| ゲラート・グリンデルバルド         | 青年時                             | ジェイミー・キャンベル・バウアー |              |
| ゲラート・グリンデルバルド         | 老年時                             | マイケル・バーン                 | 大木民夫     |
| レジナルド・カターモール           | レジナルド・カターモール           | ステファン・ロードリ             |              |
| メアリー・カターモール             | メアリー・カターモール             | ケイト・フリートウッド           |              |
| アルバート・ランコーン             | アルバート・ランコーン             | デヴィッド・オハラ               |              |
| バチルダ・バグショット             | バチルダ・バグショット             | ヘイゼル・ダグラス               |              |
| ネビル・ロングボトム               | ネビル・ロングボトム               | マシュー・ルイス                 | 上野容       |
| シェーマス・フィネガン             | シェーマス・フィネガン             | デヴォン・マーレイ               |              |
| コーマック・マクラーゲン           | コーマック・マクラーゲン           | フレディー・ストローマ           | 小松史法     |
| ナイジェル・ウォルバート           | ナイジェル・ウォルバート           | ウィリアム・メリング             |              |
| チョウ・チャン                     | チョウ・チャン                     | ケイティ・リューング             |              |
| グレゴリー・ゴイル                 | グレゴリー・ゴイル                 | ジョシュア・ハードマン           |              |
| ブレーズ・ザビニ                   | ブレーズ・ザビニ                   | ルイス・コーダイル               |              |
| パドマ・パチル                     | パドマ・パチル                     | アフシャン・アザド               |              |
| パンジー・パーキンソン             | パンジー・パーキンソン             | スカーレット・バーン             |              |
| ラベンダー・ブラウン               | ラベンダー・ブラウン               | ジェシー・ケーブ                 |              |
| ロミルダ・ベイン                   | ロミルダ・ベイン                   | アンナ・シェーファー             |              |
| ケイティ・ベル                     | ケイティ・ベル                     | ジョージーナ・レオニダス         |              |
| リーアン                           | リーアン                           | イザベル・ラフランド             |              |
| ハンナ・アボット                   | ハンナ・アボット                   | ルイザ・ウォーレン               |              |
| フェンリール・グレイバック         | フェンリール・グレイバック         | デイブ・レジェノ                 | 江川央生     |
| スカビオール                       | スカビオール                       | ニック・モラン                   | 佐藤せつじ   |
| アントニン・ドロホフ               | アントニン・ドロホフ               | アーベン・バジラクタラジ         | 山口りゅう   |
| ソーフィン・ロウル                 | ソーフィン・ロウル                 | ロッド・ハント                   |              |
| アレクト・カロー                   | アレクト・カロー                   | スザンヌ・トース                 |              |
| アミカス・カロー                   | アミカス・カロー                   | ラルフ・アイネソン               |              |
| ワルデン・マクネア                 | ワルデン・マクネア                 | トニー・カーウッド               |              |
| トラバース                         | トラバース                         | ジョン・キャンプリング           |              |
| セルウィン                         | セルウィン                         | サイモン・グローバー             |              |
| オーガスタス・ルックウッド         | オーガスタス・ルックウッド         | ポール・カンナ                   |              |
| リータ・スキーター                 | リータ・スキーター                 | ミランダ・リチャードソン         |              |
| マダム・マクシーム                 | マダム・マクシーム                 | フランシス・デ・ラ・トゥーア     |              |
| ガブリエル・デラクール             | ガブリエル・デラクール             | アンジェリカ・マンディ           |              |
| グレンジャー夫人                   | グレンジャー夫人                   | ミシェル・フェアリー             | 小林美奈     |
| グレンジャー氏                     | グレンジャー氏                     | イアン・ケリー                   |              |
| アルダートン（Scared Man）         | アルダートン（Scared Man）         | ネッド・デネヒー                 | 坂本くんぺい |
| 死喰い人（1）                      | 死喰い人（1）                      |                                  | 高岡瓶々     |
| マーティン                         | マーティン                         |                                  | 町田政則     |
| 魔法省の男性職員                   | 魔法省の男性職員                   |                                  | 鏡優雅       |
| 魔法省の男性職員                   | 魔法省の男性職員                   |                                  | 興津和幸     |
| 魔法省の男性職員                   | 魔法省の男性職員                   |                                  | 杉野博臣     |
| ドビーの声                         | ドビーの声                         | トビー・ジョーンズ               | 高木渉       |
| クリーチャーの声                   | クリーチャーの声                   | サイモン・マクバーニー           | 柴田秀勝     |
| ジェームズ・ポッター               | ジェームズ・ポッター               | エイドリアン・ローリンズ         |              |
| リリー・ポッター                   | リリー・ポッター                   | ジェラルディン・ソマーヴィル     |              |
| トム・マールヴォロ・リドル（回想） | トム・マールヴォロ・リドル（回想） | フランク・ディレイン             | 福山潤       |
| ホラス・スラグホーン（回想）       | ホラス・スラグホーン（回想）       | ジム・ブロードベント             | 森功至       |
| アルバス・ダンブルドア             |                                    | マイケル・ガンボン               | 永井一郎     |
| アルバス・ダンブルドア             | 青年時                             | トビー・レグボ                   |              |

- 日本語版制作スタッフ
  - 演出：木村絵理子、翻訳：岸田恵子、翻訳監修：松岡佑子
  - 録音・調整：阿部直子（オムニバス・ジャパン）
  - 日本語版制作：東北新社

## 制作

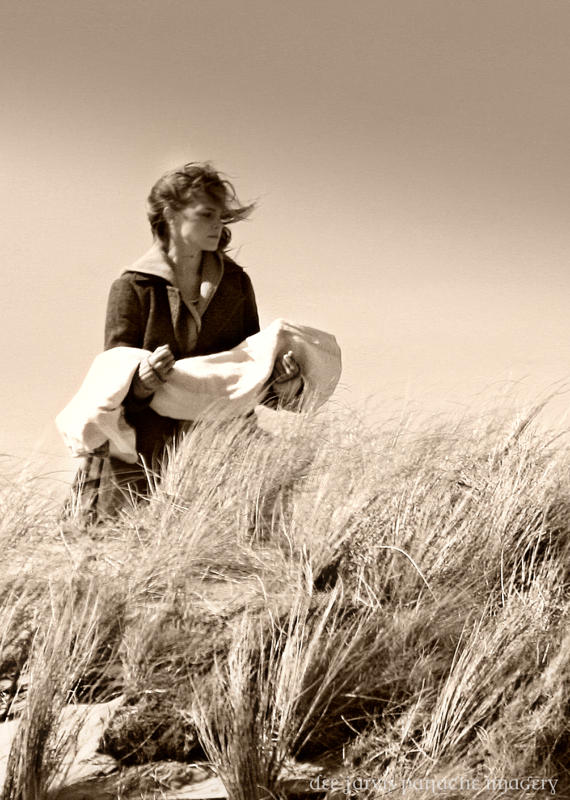
ドビーの死のシーンを撮影するエマ・ワトソン

『パート1』は2009年2月19日から2010年6月12日まで『ハリー・ポッターと死の秘宝 PART2』と連続して撮影された。撮影監督のエドゥアルド・セラと共に本作を撮影したデヴィッド・イェーツ監督は、パート1について「極めて現実的」、「まるでヴェリテのドキュメンタリーのような」「ロードムービー」と言い表した。
もともと単体での劇場公開が予定されていたが、デヴィッド・ハイマンが言うところの「創造的責務」のため、原作本を2部に分けることを製作総指揮のライオネル・ウィグラムから提案された。ハイマンは当初、その案に否定的だったが、ウィグラムは「いや、デヴィッド。どうやってやるんだ」と尋ねた。原作本を読み直し、脚本のスティーヴ・クローヴスと話し合った結果、彼はこの分割に合意した。
待ち伏せしたデス・イーターにハリーとハグリッドが猛追される緊迫した場面は、ダートフォード・クロッシングで撮影された。

### 美術セット
これまでのすべての『ハリー・ポッター』映画で美術監督を務めたスチュアート・クレイグが、最後の2部作で再び着任した。彼は、「私たちは、まったく違う種類の映画を作り、非常に多くのロケをしました。かなり遠くまで出かけて、セットを作り、長い時間を森の中で過ごすんだ」と語った。「私たちは森のセットを作って実際の森と一体にしたのですから、ご想像いただけるかと思いますが、そこには課題がありました」。クレイグは、最終的に『パート1』の働きでアカデミー賞にノミネートされた。
『パート1』でのビルとフラーの結婚式のためのテントについて、クレイグは「かなり風変わりで手作り感のある（ウィーズリー家の）家の延長にしないで、上品なものにしようと思いました。（……）シルクと美しい浮かぶ燭台がずらりと並ぶ。家とは素晴らしい違いです」とその狙いを解説している。魔法省のセットについて、彼は次のように述べている。「これは秘密の世界で、庁舎ですので、私たちは実際の省、Muggleの省（ロンドンのホワイトホール）まで行って、私たちの魔法の省はこれら実際の省のパラレルワールドのようなものだと決めました」。
また、クレイグはマルフォイの館のデザインについてもコメントし、「とても力強い建築セットだ。その外観はこの国のハードウィック・ホールというエリザベス女王時代の邸宅を基にしていて、大量の窓があって、これらの窓が目隠しのようです。シャッターが引かれているのでまるでめくら窓のようですし、それらは現実の存在感、不気味な存在感がありますので、良い外観の基礎となりました。奇抜な魔法の屋根が追加され、現実にはない森に囲まれていますが、これも脅威と神秘性を増すための仕掛けの1つです」と述べている。

### 衣装
『パート1』の衣装は、『ハリー・ポッターとアズカバンの囚人』（2004年）以来の『ハリー・ポッター』作品の衣装デザイナーであるジェイニー・ティーマイムがデザインした。ティーマイムは、彼女のデザインしたフラー・デラクールのウエディングドレスに関して論争に巻き込まれた。アレキサンダー・マックイーンの2008年秋コレクションの類似したドレスのデザインを模倣したと非難されたのである。ティーマイムはこのドレスについて、「ハロウィンのドレスではなく、魔女のウエディングドレスにしたかったのです。このドレスは白いですが、なにか素敵な幻想的なものが必要でした。そこで不死鳥（のモチーフ）をあしらっていますが、この鳥はある意味で愛の象徴です。再生があり、愛は決して死なず、生まれ変わるからです」と話した。

### 視覚効果

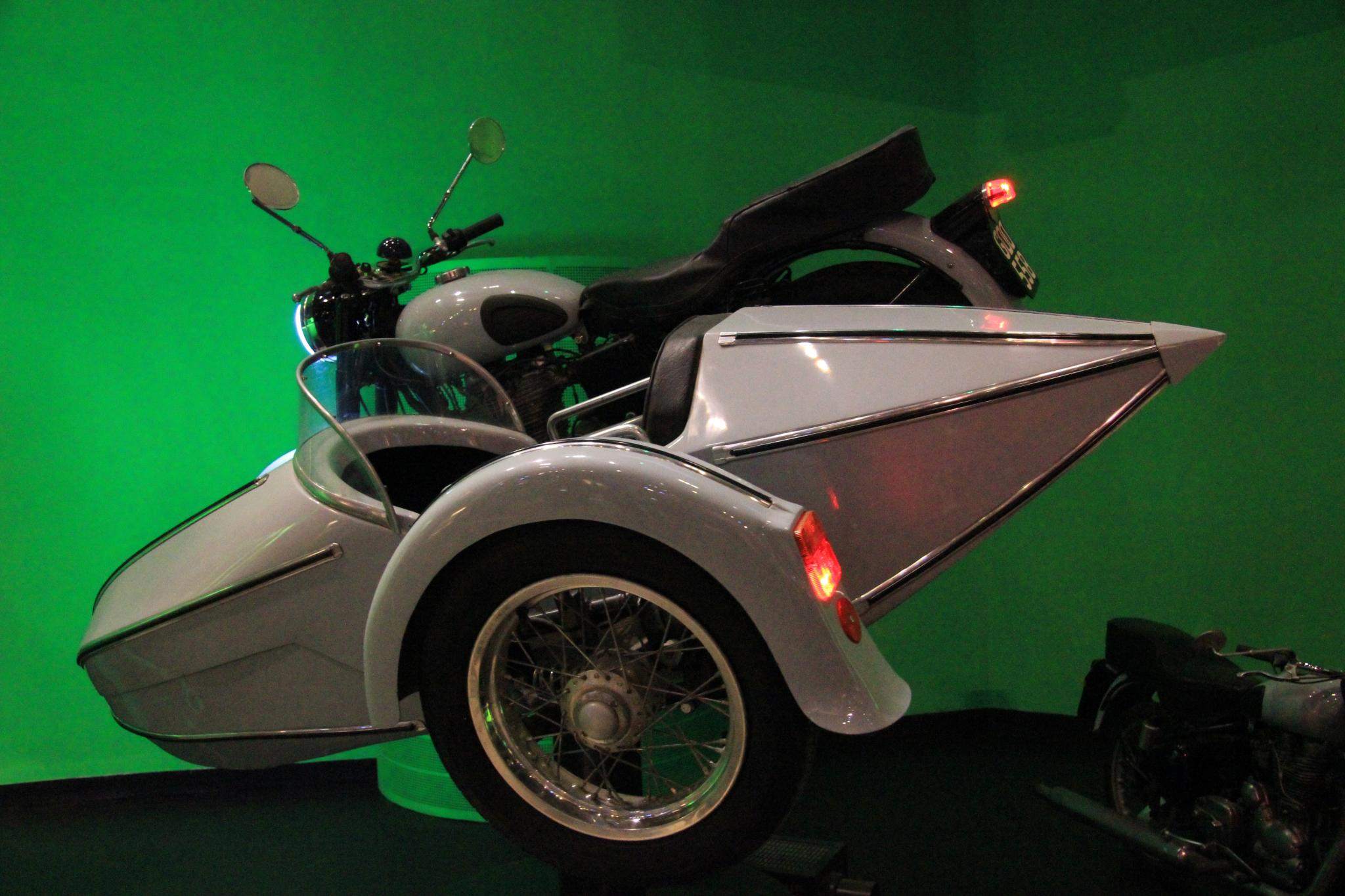
映画でハグリッドとハリーが使った側車付きオートバイ

『アズカバンの囚人』以降の全作品に携わったあと、ダブル・ネガティブ社は、物語の最終章である『ハリー・ポッターと死の秘宝 PART1』と『PART2』の視覚効果の提供を依頼された。本作のVFXスーパーバイザーであるティム・バークと緊密に協力し、VFXスーパーバイザーのデヴィッド・ヴィッカリー、VFXプロデューサーのCharlotte Loughlaneがチームを率いた。メインチームには、3DスーパーバイザーのRick Leary、2DスーパーバイザーのSean Stranksも加わった。
ダブル・ネガティブ社のPART1での作業には、腐食したワーナー・ブラザースのロゴや、バローズとその周辺の広大な環境の拡大が含まれていた。ゼノフィリウス・ラブグッドの家については3Dで拡張され、デス・イーターの攻撃で最高潮に達する追加の環境の作業が完了した。またダブル・ネガティブ社はデス・イーターの煙の視覚効果を進化させ、煙のように流れるような飛行状態と着地したときの実写の間に「剥がされた人」の状態を導入した。その他、結婚披露宴に割り込みヴォルデモートが魔法省を乗っ取ったことを列席者に知らせる守護霊の魔法などを手がけた。
前作と同様に、視覚効果会社のフレームストアが動物CGのほとんどを制作し、ベン・ヒボンの監督およびデザインにより『三人兄弟の物語』のアニメーションの場面を制作した。

### 音楽
『不死鳥の騎士団』と『謎のプリンス』の作曲を担当した作曲家ニコラス・フーパーは、『死の秘宝』では担当しなかった。代わりに、アレクサンドル・デスプラがハリー・ポッターと死の秘宝 PART1の作曲に起用された。またこの映画には、ニック・ケイヴ・アンド・ザ・バッド・シーズの『O Children』という曲が使われている。

## マーケティング
第1作の最初の公式写真は2009年12月1日に公開され、ロンドンの街角のハリー、ロン、ハーマイオニーが写された。2009年12月8日、『ハリー・ポッターと謎のプリンス』のBlu-rayとDVDの発売と同時に、映画の映像が正式に公開された。2010年のShoWestコンベンションにおいて、アラン・ホルンは両作品の未完成映像を初公開した。MTVムービー・アワード2010では『死の秘宝』のさらなる映像が初公開された。これに続いて、『PART1』と『PART2』の公開日と破壊されたホグワーツ城が描かれた公式ティーザーポスターが公開された。米国のテレビ局ABCファミリーは、2010年7月8日から始まった当局の『ハリー・ポッター』ウィークエンドに、両編のインタビューと追加シーンを放送した。2010年9月22日、この映画の2分間の予告編が全世界で公開された。
2010年9月29日、ハリー、ロン、ハーマイオニーが描かれた『PART1』のキャラクターポスター3種がYahoo! Moviesで公開された。その翌日、森の中を走る3人を描いた『PART1』のポスターが公開された。劇場用ポスターには「NOWHERE IS SAFE」（もう安全な場所はない）というキャッチフレーズが書かれ、クレジットのない別の版では「THE END BEGINS」（終わりの始まり）というキャッチフレーズが書かれている。2010年10月6日には、ハリー、ロン、ハーマイオニー、ヴォルデモート卿、ベラトリックス・レストレンジ、セブルス・スネイプ、およびフェンリール・グレイバックが描かれた『PART1』のその他各種キャラクターポスターが公開された。10月12日、4種類の新しいキャラクターポスターが公開された。そのポスターは「TRUST NO ONE」（誰も信じるな）、「THE HUNT BEGINS」（狩りが始まる）というテーマが設定されている。
2010年10月15日、『PART1』の米国公開用の鑑賞券がFandangoで販売開始され、10月19日には2010 Scream Awardsで未公開映像を含む50秒の映像が放映された。10月16日、カートゥーン ネットワークで放映された「Scooby-Doo! Curse of the Lake Monster」の初放送中に2番目のテレビスポットが公開された。2010年10月25日、Yahoo! Moviesで本作の独占特集が公開された。2010年10月30日、エンターテインメント・ウィークリー誌は、大量の未公開映像を含む『Horcruxes』（分霊箱）と『The Story』（物語）と題した2つの新しい特集を公開した。同日、ワーナー・ブラザースの『ハリー・ポッター』ウェブサイトが更新され、本作のミニチュアクリップ12点が公開された。
2010年11月3日、ロサンゼルス・タイムズ紙は、「No One Else Is Going to Die for Me」（自分のために誰も死なせない）と題した、分霊箱を探すために隠れ穴を離れるハリーの拡張映像を公開した。11月4日、『ハリー・ポッター』Facebookページから、『The Seven Potters』と題した新しい映像が公開された。カフェの襲撃を描いた場面やマルフォイの館での別の場面など、2つの映像が次の2日間で公開された。

## 公開

### 劇場
2010年8月26日、監督のデイビッド・イェーツ、プロデューサーのデヴィッド・ハイマンとデヴィッド・バロン、そしてにワーナー・ブラザース社長のアラン・ホルンが共にシカゴで行われた『死の秘宝 PART1』の試写会に出席した。この未完成の映画は試写会の観客から大絶賛され、その中には「素晴らしく、そして暗い」「最も完璧な『ハリー・ポッター』映画」と評した人もいた。またその他の人々には、本作は小説を忠実に映画化したため、「原作自体の問題」を継承することになったという意見もあった。
ワーナー・ブラザース・ピクチャーズは、当初『死の秘宝』のPART1を2D版と3D版で公開する予定だった。2010年10月8日、PART1の3D版について計画の破棄が発表された。「ワーナー・ブラザース・ピクチャーズは、『ハリー・ポッターと死の秘宝 PART1』の3D版について公開日までに完成しないため、従来の映画館とIMAXの映画館の両方で2Dで公開することを決定しました。皆、最善の努力をしたにもかかわらず、本作を完全に変換し、最高の品質基準を満たすことができませんでした。」 『死の秘宝』のPART1は、Best Buy限定版としてBlu-ray 3Dで発売された。PART2は、2D、3D、IMAXの形で引き続き発売された。
2010年11月11日、『死の秘宝 PART1』のワールドプレミアがロンドンのレスター・スクウェアで開催され、世界中からファンが集まった。中には広場で何日もキャンプをしたファンもいた。これに続き、11月12日にはベルギーで、また11月15日にはニューヨーク市でUSプレミアが開催された。
『PART1』が北米で公式に公開されるわずか48時間前、本作の冒頭36分間の映像がインターネット上に漏洩した。漏洩前でさえ、本作は全米の1,000館の映画館で完売となり、すでに史上5番目の前売り券の売り上げを生み出していた。漏洩した映像は、映画公開日を大きく話題にするためのマーケティング上の策略であるという噂が広まったものの、ワーナー・ブラザースでは試写用ディスクは作成されておらず、同社は声明で、「重大な著作権侵害であり、ワーナー・ブラザースの財産に対する窃盗である」と非難し、「この問題を徹底調査し、関与した者の責任を法律の及ぶ最大限まで追及する」と述べている。
オーストラリアでは、本作は11月13日にクイーンズランド州ゴールドコーストにあるワーナー・ブラザース・ムービーワールドでプレミアが開催された。英国でのワールドプレミアに次ぐ、世界で2番目となったこの公式上映には300人が参加した。本作は11月16日にクウェートで初公開された。イスラエル、エストニア、ニュージーランドでは、11月18日に公開された。

### 映像ソフト
『ハリー・ポッターと死の秘宝 PART1』は2011年4月11日に英国で、2011年4月15日には米国で、1枚および2枚組DVDと3枚組のBlu-rayコンボパックで発売された。2011年1月28日、エマ・ワトソンはハリー・ポッターUK FacebookページのファンがPART1 Blu-rayの好きなジャケットに投票できるようになることを同ページで発表した。最も多くの票を集めたジャケットがBlu-rayのジャケットになる。投票は同日から開始された。DVDとBlu-rayには削除された8つの場面が収録されており、Blu-rayコンボパックにはハリーとオリバンダーが死の秘宝について話し合う『PART2』の冒頭の場面が収録されている。『死の秘宝 PART1』はDVDを好調に売り上げ、7,237,437枚のDVDを販売した。これにより本作の粗利益に86,932,256ドルを加え、合計1,043,331,967ドルとなった。
日本ではワーナー・ブラザース・ホームエンターテイメントよりブルーレイ、DVDが発売。
- 【初回限定生産】ハリー・ポッターと死の秘宝 PART1 ブルーレイ&DVDセット スペシャル・エディション（4枚組、2011年4月21日発売）
- ハリー・ポッターと死の秘宝 PART1 DVD&ブルーレイセット（3枚組、2011年4月21日発売）
- ハリー・ポッターと死の秘宝 PART1 DVD版（1枚組、2011年4月21日発売）
- ハリー・ポッターと死の秘宝 PART1 3D&2D ブルーレイセット（2枚組、2011年11月16日発売）
- ハリー・ポッターと死の秘宝 PART1 ブルーレイ（1枚組、2012年6月27日発売）
- ハリー・ポッターと死の秘宝 PART1 コレクターズ・エディション（Blu-ray版 / DVD版共に3枚組、2016年6月8日発売）
- ハリー・ポッターと死の秘宝 PART1 <4K ULTRA HD&ブルーレイセット>（3枚組、2017年4月19日発売）

- 【初回限定生産】ハリー・ポッター 第1章〜第7章PART2 ブルーレイコンプリートBOX（12枚組、2011年11月16日発売）
- 【初回限定生産】ハリー・ポッター 第1章〜第7章PART2 DVDコンプリートBOX（17枚組、2011年11月16日発売）

## 日本におけるキャッチコピー
- ついに、完結へ。

## 評価

### 興行収入
『ハリー・ポッターと死の秘宝 PART1』は、北米での深夜の上映で2400万ドルの興行収入を記録し、これまで「謎のプリンス」が保持していたシリーズ最高の深夜興行収入記録2220万ドルを更新した。また本作は、『エクリプス/トワイライト・サーガ』の3000万ドル、『ニュームーン/トワイライト・サーガ』の2630万ドルに次いで、歴代3位の深夜興行収入を得た。本作は、IMAXでの深夜興行収入が140万ドルでその最高記録を破り、100万ドルの興行収入だった『エクリプス』を上回った。その後これらの記録は2011年に本作の続編『ハリー・ポッターと死の秘宝 PART2』によりすべて更新された。
北米では、本作は初日に6170万ドルの興行収入を挙げ、当時の単日興行収入で歴代6位を記録した。この記録は、それまで『謎のプリンス』が保持していた5820万ドルを上回る、『ハリー・ポッター』シリーズ最高の初日記録となり、『ハリー・ポッターと死の秘宝 PART2』に9210万ドルで破られるまで保持された。本作は合計1億2500万ドルの初週週末興行収入を挙げ、それまで『炎のゴブレット』が保持していたシリーズ最大のオープニング興行収入を記録した。なお、この記録はのちに続編の『ハリー・ポッターと死の秘宝 PART2』に更新されている。またその当時、11月のオープニングとして『ニュームーン/トワイライト・サーガ』の1億4280万ドルに次ぐ歴代2位、北米の初週週末興行収入として歴代9位、そして米国とカナダにおける2010年の初週週末興行収入として『アイアンマン2』の1億2810万ドルに次ぐ2位の記録となった。本作は2週間にわたり興行収入の第1位に留まり、感謝祭の週末5日間で7500万ドルの興行収入を挙げ、合計2億1910万ドルをもたらした。
英国、アイルランド、およびマルタでは、本作は金曜日の興行収入（590万ポンド）、土曜日の興行収入（660万ポンド）、および日曜日の興行収入（570万ポンド）の最高記録を破った。くわえて本作は、それまで『007/慰めの報酬』が1540万ポンドで保持していたオープニング3日間興行収入記録を更新し、単日興行収入（660万ポンド）とオープニング3日間興行収入（1831万9721ポンド）の最大記録を樹立した。2011年2月13日現在、『PART1』は5240万4464ポンド（8602万929ドル）の興行収入を挙げており、『トイ・ストーリー3』（73,405,113ポンド）に次ぎ、英国における2010年公開作品の第2位となった。
北米以外では、本作は初週週末に推定2億500万ドルの興行収入を挙げ、歴代第6位、2010年公開作品として第1位、そして『ハリー・ポッター映画』としては『謎のプリンス』に次いで第2位となった。世界的には、本作は初週週末に3億3000万ドルの興行収入を挙げ、歴代第7位にランクインした。
インドネシア（614万9448ドル）、シンガポール（454万6240ドル）、タイ（493万3136ドル）、ベルギーおよびルクセンブルク（894万4329ドル）、フランスおよびマグレブ地域（5110万4397ドル）、ドイツ（6143万98ドル）、オランダ（1379万585ドル）、ノルウェー（714万4020ドル）、スウェーデン（1120万9387ドル）、オーストラリア（4135万865ドル）において、2010年の最高興行収入を記録した。海外の総興行収入では、『賢者の石』（6億5720万ドル）を上回り、海外で最高の興行収入を挙げたハリー・ポッター映画となった。
『PART1』は、米国とカナダにおいて2億9640万ドルで決着し、これらの地域で2010年第5位の興行収入を記録、また世界中のその他の国では6億8070万ドル、全世界では合計9億7710万ドルとなり、『トイ・ストーリー3』、『アリス・イン・ワンダーランド』に次いで2010年の全世界興行収入で第3位、また『死の秘宝 PART2』、『賢者の石』に次いでハリー・ポッター映画シリーズ第3位の興行収入となった。

### 批評家の反応
Rotten Tomatoesでは、本作は288件のレビューを基に77%の支持を得ており、平均評価は7.1/10となっている。同サイトの「批評家の総意（CRITICS CONSENSUS）」は、「前奏曲のように感じずにはいられないが、『死の秘宝 PART1』はハリー・ポッターシリーズの最後から2番目の作品として、美しく撮影され、感情的に満足できる作品である」とされている。Metacriticでは、42人の批評家に基づくこの映画の加重平均スコアは100点満点中65点であり、「おおむね好意的な評価」（generally favourable reviews）を示している。CinemaScoreによる調査では、観客はこの映画にA+からFまでの評価基準で平均「A」を与えた。
英国のデイリー・テレグラフ紙もこの映画を肯定的に評価し、「ほとんどの部分で印象的な特殊効果に後押しされ、前へ前へと話が展開していく」と述べ、「ただ、これだけ効果的に勢いをつけたのに、残りのライドを楽しむには来年まで待たなければならないのは少し残念だ」と付け加えた。ロジャー・イーバートはPART1に4つ星のうちの星3つをつけ、出演者を称賛するとともに、「素晴らしく、時には痛ましい映画で、初めてこのシリーズを見る人にはまったく理解できないだろう」とみなした。USAトゥデイ紙のScott Bowlesは、「不穏で瞑想的な『秘宝』は、計画された8作品のシリーズの中で間違いなく最高の作品だが、前章に追いついていない観客は完全に迷うでしょう」と評し、エンターテインメント・ウィークリーのリサ・シュワルツバウムも同様に、この映画を「これまでの中で映画的に最も満足感が得られる章」と称賛した。オーランド・センチネル紙の批評で、Roger MooreはPART1を「代わる代わる笑いと感動が訪れるシリーズ最高の作品であり、魔法使いたちとその魔法世界の『帝国の逆襲』だ。そしてその効果は? それらはとても特別で、あなたはそれらに気づかない」と称えた。ニューズウィーク誌のRamin Setoodehは否定的な批評を与え、「彼らは現代小説の中で最も魅力的なシリーズの1つを取り上げ、すべての魔法を吸い取った。(…) ローリングの物語は果てしなく独創的なのに、スクリーンの『ポッター』はあなたの頭痛の種になるだけである」と書いた。ニューヨーク・ポスト紙のLou Lumenickは、この映画を「美しい撮影だが魂のないATM（現金自動預払機）であり、『ハリー・ポッターと死の秘宝 PART1』はワクワクさせるヤマ場もなく、問題の解決もなく、面白くもない」と感じた。
タイムアウト ニューヨークのKeith Uhlichは、『ハリー・ポッターと死の秘宝 PART1』を2010年の映画第7位に挙げ、「elatingly downbeat blockbuster」と呼んだ。

### 受賞歴
『ハリー・ポッターと死の秘宝 PART1』は、第83回アカデミー賞の美術監督賞と視覚効果賞にノミネートされた。これはアカデミー視覚効果賞にノミネートされた『ハリー・ポッター』映画シリーズで2作目の映画であった（前作は『ハリー・ポッターとアズカバンの囚人』）。本作は第64回英国アカデミー賞では、撮影賞、美術賞、作曲賞など8部門でロングリスト（1次投票通過）入りし、最終的に視覚効果賞とメイクアップ賞にノミネートされた。
| 賞                                             | 部門                                                                             | 結果       | 候補/受賞者                                                                                              | 出典    |
| ---------------------------------------------- | -------------------------------------------------------------------------------- | ---------- | --- | ------- |
| 第83回アカデミー賞                             | 美術賞                                                                           | ノミネート | 美術監督: スチュアート・クレイグ 装置監督: ステファニー・マクミラン                                      | [ 86 ]  |
| 第83回アカデミー賞                             | 視覚効果賞                                                                       | ノミネート | ティム・バーク ジョン・リチャードソン クリスチャン・マンツ ニコラス・アイターディー                      | [ 86 ]  |
| 第64回英国アカデミー賞                         | 視覚効果賞                                                                       | ノミネート | ティム・バーク ジョン・リチャードソン クリスチャン・マンツ ニコラス・アイターディー                      | [ 88 ]  |
| 第64回英国アカデミー賞                         | メイクアップ&ヘア賞                                                              | ノミネート | アマンダ・ナイト リサ・トンブリン                                                                        | [ 88 ]  |
| BAFTAブリタニア賞                              | 美術監督部門                                                                     | 受賞       | デヴィッド・イェーツ （『ハリー・ポッター』映画 第5作から第8作）                                         | [ 89 ]  |
| 第37回サターン賞                               | ファンタジー映画賞                                                               | ノミネート | | [ 90 ]  |
| 第37回サターン賞                               | 監督賞                                                                           | ノミネート | デヴィッド・イェーツ                                                                                     | [ 90 ]  |
| 第37回サターン賞                               | 特殊効果賞                                                                       | ノミネート | ティム・バーク ジョン・リチャードソン ニコラス・アイターディー クリスチャン・マンツ                      | [ 90 ]  |
| 第37回サターン賞                               | メイクアップ賞                                                                   | ノミネート | マーク・クーリエ ニック・ダッドマン アマンダ・ナイト                                                     | [ 90 ]  |
| 第37回サターン賞                               | 衣装デザイン賞                                                                   | ノミネート | ジェイニー・ティーマイム                                                                                 | [ 90 ]  |
| 2011年ヒューゴー賞                             | 映像部門（長編部門）                                                             | ノミネート | デヴィッド・イェーツ, スティーヴ・クローヴス                                                             | [ 91 ]  |
| MTVムービー・アワード2011                      | 作品賞                                                                           | ノミネート | | [ 92 ]  |
| MTVムービー・アワード2011                      | 男性演技賞                                                                       | ノミネート | ダニエル・ラドクリフ                                                                                     | [ 92 ]  |
| MTVムービー・アワード2011                      | 女性演技賞                                                                       | ノミネート | エマ・ワトソン                                                                                           | [ 92 ]  |
| MTVムービー・アワード2011                      | 悪役賞                                                                           | 受賞       | トム・フェルトン                                                                                         | [ 92 ]  |
| MTVムービー・アワード2011                      | キスシーン賞                                                                     | ノミネート | ダニエル・ラドクリフ および エマ・ワトソン                                                               | [ 92 ]  |
| MTVムービー・アワード2011                      | 格闘シーン賞                                                                     | ノミネート | ダニエル・ラドクリフ、エマ・ワトソンおよびルパート・グリント 対 ロッド・ハント、アーベン・バジラクタラジ | [ 92 ]  |
| サテライト賞2010                               | 撮影賞                                                                           | ノミネート | エドゥアルド・セラ                                                                                       | [ 93 ]  |
| サテライト賞2010                               | 作曲賞                                                                           | ノミネート | アレクサンドル・デスプラ                                                                                 | [ 93 ]  |
| ワシントンD.C.映画批評家協会賞                 | 美術監督賞                                                                       | ノミネート | スチュアート・クレイグ                                                                                   | [ 94 ]  |
| 2010年美術監督組合賞                           | 美術賞（ファンタジー映画部門）                                                   | ノミネート | スチュアート・クレイグ                                                                                   | [ 95 ]  |
| ゴールデンリール賞2011                         | 最優秀音響編集賞（長編映画音楽部門）                                             | ノミネート | Gerard McCann Peter Clarke Stuart Morton Allan Jenkins Kirsty Whalley Rob Houston                        | [ 96 ]  |
| ゴールデンリール賞2011                         | 最優秀音響編集賞（長編映画における対話およびADR）                                | ノミネート | James Harley Mather Bjorn Ole Schroeder Dan Laurie Jon Olive                                             | [ 97 ]  |
| ヒューストン映画批評家協会賞2010               | 撮影賞                                                                           | ノミネート | エドゥアルド・セラ                                                                                       | [ 98 ]  |
| サンディエゴ映画批評家協会賞2010               | 撮影賞                                                                           | ノミネート | エドゥアルド・セラ                                                                                       | [ 99 ]  |
| サンディエゴ映画批評家協会賞2010               | 美術監督賞                                                                       | ノミネート | スチュアート・クレイグ                                                                                   | [ 99 ]  |
| フェニックス映画批評家協会賞2010               | 撮影賞                                                                           | ノミネート | エドゥアルド・セラ                                                                                       | [ 100 ] |
| フェニックス映画批評家協会賞2010               | 視覚効果賞                                                                       | ノミネート | | [ 100 ] |
| 視覚効果協会賞2011                             | 視覚効果賞（視覚効果主導の長編映画部門）                                         | ノミネート | ティム・バーク Emma Norton ジョン・リチャードソン                                                        | [ 101 ] |
| 視覚効果協会賞2011                             | アニメーションキャラクター賞（長編実写映画部門） （屋敷しもべ妖精 ドビー）       | 受賞       | Mathieu Vig Ben Lambert Laurie Brugger Marine Poirson                                                    | [ 101 ] |
| 視覚効果協会賞2011                             | アニメーションキャラクター賞（長編実写映画部門） （屋敷しもべ妖精 クリーチャー） | ノミネート | Mathieu Vig Ben Lambert Laurie Brugger Marine Poirson                                                    | [ 101 ] |
| 第16回放送映画批評家協会賞                     | 視覚効果賞                                                                       | ノミネート | | [ 102 ] |
| 第16回放送映画批評家協会賞                     | メイクアップ賞                                                                   | ノミネート | | [ 102 ] |
| セントルイス・ゲートウェイ映画批評家協会賞2010 | 視覚効果賞                                                                       | ノミネート | [ 103 ]                                                                                                  |         |
| セントルイス・ゲートウェイ映画批評家協会賞2010 | 特別功労賞 (忘却シーン)                                                          | ノミネート | [ 103 ]                                                                                                  |         |
| ラスベガス映画批評家協会賞                     | 視覚効果賞                                                                       | ノミネート | [ 104 ]                                                                                                  |         |
| 国際映画音楽批評家協会                         | 作曲賞（ファンタジー/SF/ホラー映画部門）                                         | ノミネート | アレクサンドル・デスプラ                                                                                 | [ 105 ] |
| 2011年キッズ・チョイス・アワード               | フェイバリット映画賞                                                             | ノミネート | | [ 106 ] |
| 2011年キッズ・チョイス・アワード               | フェイバリット映画女優賞                                                         | ノミネート | エマ・ワトソン                                                                                           | [ 106 ] |
| エンパイア賞2011                               | 女優賞                                                                           | ノミネート | エマ・ワトソン                                                                                           | [ 107 ] |
| エンパイア賞2011                               | SF/ファンタジー賞                                                                | 受賞       | | [ 108 ] |
| ナショナル・フィルム・アワード                 | ファンタジー映画賞                                                               | 受賞       | | [ 109 ] |
| ナショナル・フィルム・アワード                 | 演技賞                                                                           | ノミネート | ダニエル・ラドクリフ                                                                                     | [ 109 ] |
| ナショナル・フィルム・アワード                 | 演技賞                                                                           | ノミネート | エマ・ワトソン                                                                                           | [ 109 ] |
| ナショナル・フィルム・アワード                 | 演技賞                                                                           | ノミネート | ルパート・グリント                                                                                       | [ 109 ] |
| 2011年ティーン・チョイス・アワード             | チョイス・ムーピー（SF/ファンタジー部門）                                        | 受賞       | | [ 110 ] |
| 2011年ティーン・チョイス・アワード             | チョイス・ムーピー: アクター賞（SF/ファンタジー部門）                            | ノミネート | ダニエル・ラドクリフ                                                                                     | [ 110 ] |
| 2011年ティーン・チョイス・アワード             | チョイス・ムーピー: アクトレス賞（SF/ファンタジー部門）                          | 受賞       | エマ・ワトソン                                                                                           | [ 110 ] |
| 2011年ティーン・チョイス・アワード             | チョイス・ムーピー: ヴィラン（悪役）賞Choice Movie: Villain                      | 受賞       | トム・フェルトン                                                                                         | [ 110 ] |
| 2011年ティーン・チョイス・アワード             | チョイス・ムービー: リップロック（キスシーン）賞                                 | 受賞       | ダニエル・ラドクリフ および エマ・ワトソン                                                               | [ 110 ] |
| 2011年 英国アカデミー児童映画賞                | フェイバリット映画賞                                                             | ノミネート | | [ 111 ] |
| 2011年 英国アカデミー児童映画賞                | 英国アカデミー キッズ投票（映画部門）                                            | ノミネート | | [ 111 ] |

## テレビ放映
| 回数 | 放送局     | 放送枠           | 放送日         | 放送時間      | 放送分数 | 平均世帯 視聴率 | 備考 |
| ---- | ---------- | ---------------- | -------------- | ------------- | -------- | --------------- | --- |
| 1    | 日本テレビ | 金曜ロードSHOW!  | 2013年11月1日  | 19:56 - 22:54 | 178分    | 14.8%           | 地上波初放送 本編ノーカット 64分拡大、64分繰上げ |
| 2    | 日本テレビ | 金曜ロードSHOW!  | 2016年6月17日  | 21:00 - 23:49 | 169分    | 10.2%           | 本編ノーカット 55分拡大 |
| 3    | 日本テレビ | 金曜ロードSHOW!  | 2018年11月16日 | 21:00 - 23:29 | 149分    | 9.1%            | 35分拡大 |
| 4    | TBSテレビ  | （なし）         | 2022年5月27日  | 19:00 - 22:00 | 180分    | 5.2%            | ハリー・ポッター魔法ワールド最新作『ファンタスティック・ビーストとダンブルドアの秘密』の公開および、TBS70周年記念舞台ハリー・ポッター魔法ワールド最新作『ハリー・ポッターと呪いの子』の公演を記念して放送。また映画本編終了後に舞台のPR特集も放送された。 |
| 5    | 日本テレビ | 金曜ロードショー | 2025年1月24日  | 21:00 - 23:24 | 144分    | 5.3%            | 30分拡大 |

- 視聴率はビデオリサーチ調べ、関東地区・世帯・リアルタイム。